# Arpád Račko
Arpád Račko (17. července 1930 Szolnok, Maďarsko – 2. ledna 2015 Košice) byl slovenský sochař maďarského původu žijící v Košicích.
Spolu se Stanislavem Hanzíkem studoval v letech 1951–1956 na pražské AVU u profesora Jana Laudy, kde díky talentu dostal "čestný rok" navíc. Ovlivnilo ho dílo Josefa Václava Myslbeka a Jana Štursy. Věnoval se volné plastice, podobiznám, reliéfům i monumentálním realizacím ve spojení s architekturou. Jako znamenitý portrétista malířsky zachytil významné osobnosti domácího kulturního a veřejného života (herečka Mária Kráľovičová, prezident Rudolf Schuster, primátor Košic Richard Raši). Račkova tvorba je součástí nejvýznamnějších slovenských muzeí a galerií, soukromých sbírek v České republice, Francii, Rusku, Švýcarsku, Polsku, USA, Švédsku, Německu, Anglii a Kanadě, ale rovněž kupříkladu Václava Havla, Alexandra Kwaśniewského, Luciana Pavarottiho nebo Hillary Clintonové. Jeho sousoším "Hudba a poezie" je Slovensko zastoupeno v OSN.
V roce 1988 mu byl udělen titul Národní umělec.

## Sochařské dílo
- 1957 – Jánošík

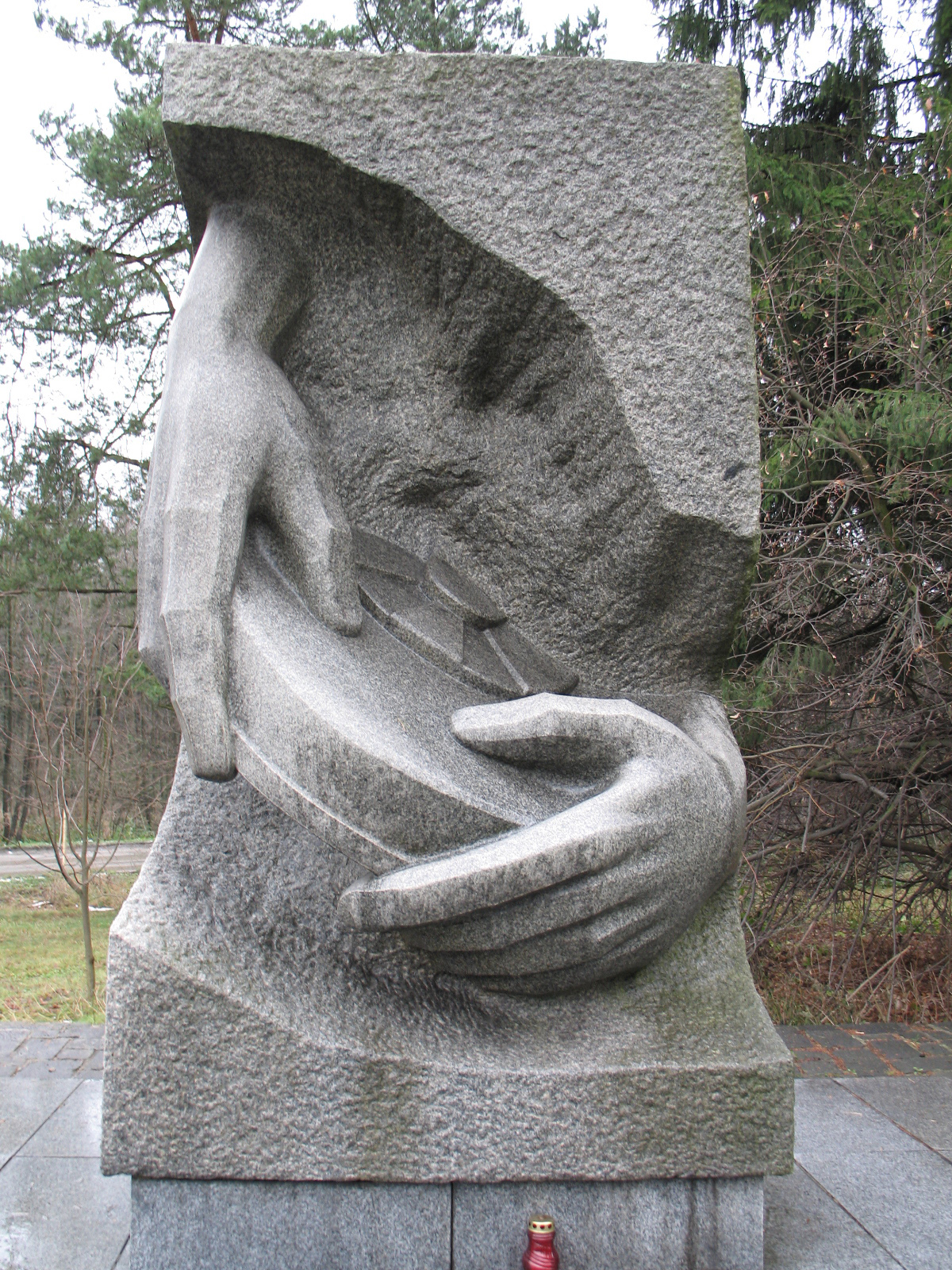
Pomník ženijního vojska na Dukle

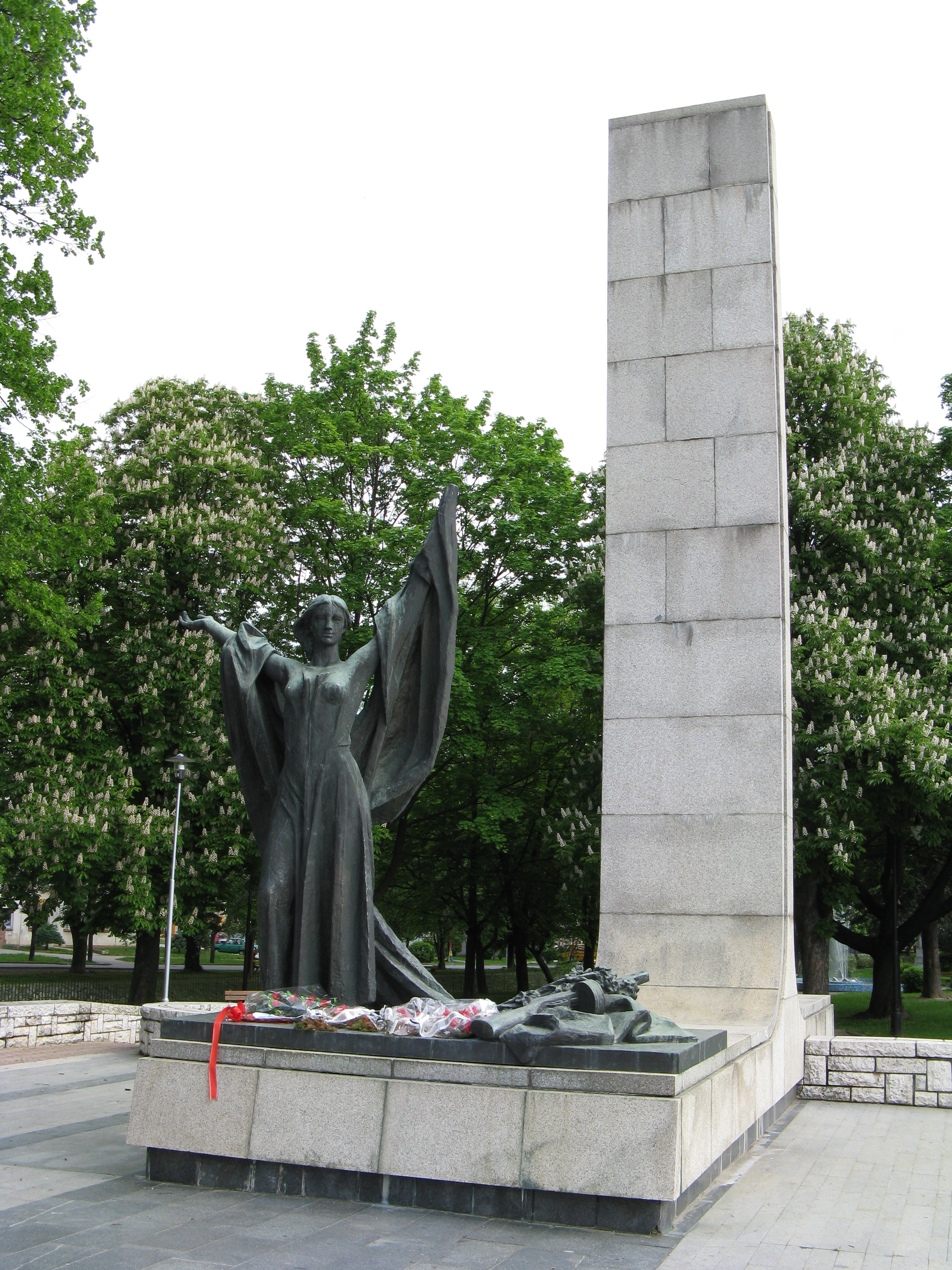
Památník druhé světové války, Krompachy

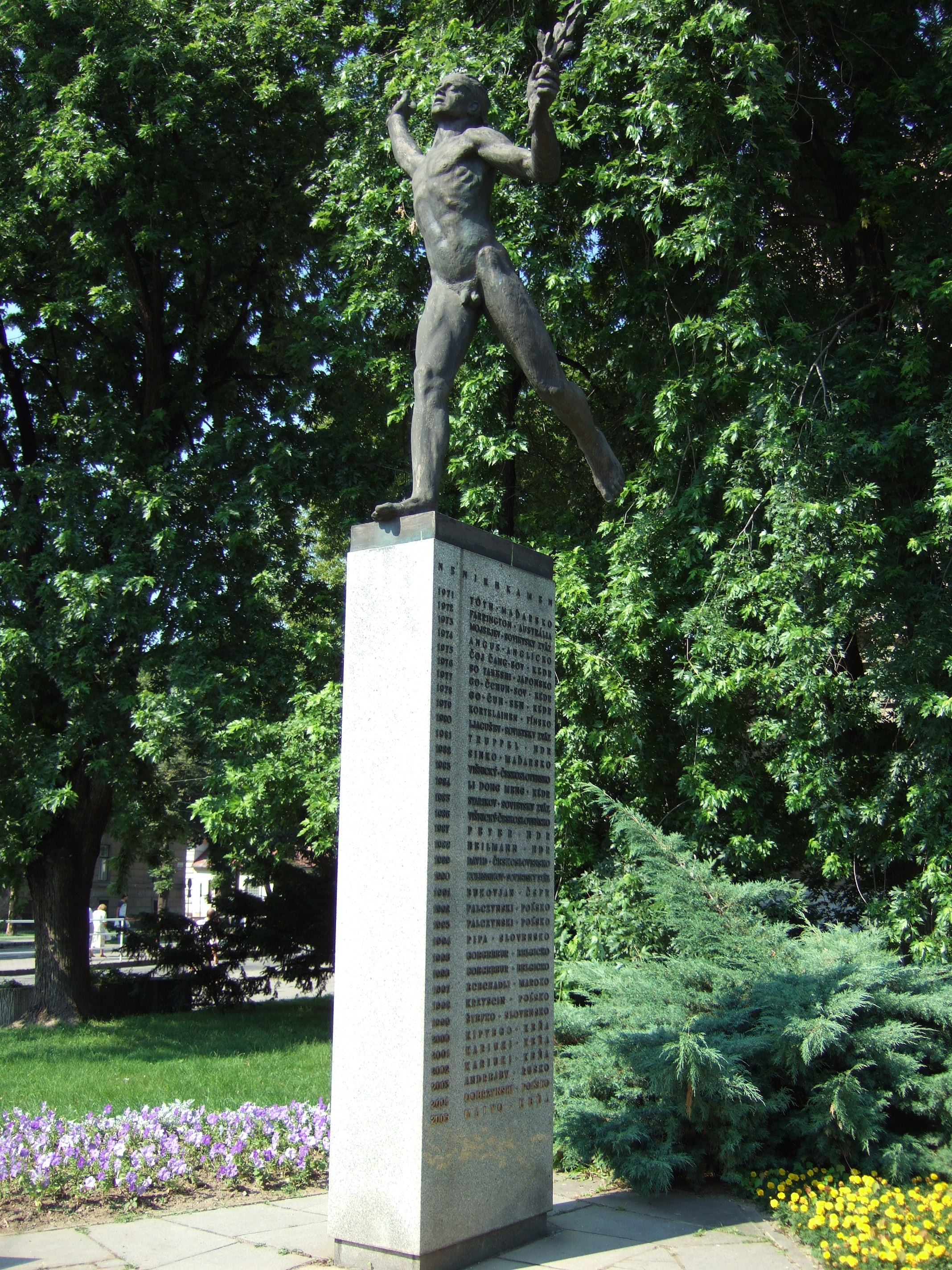
Maratonec,Památník Mezinárodního maratonu míru, Košice

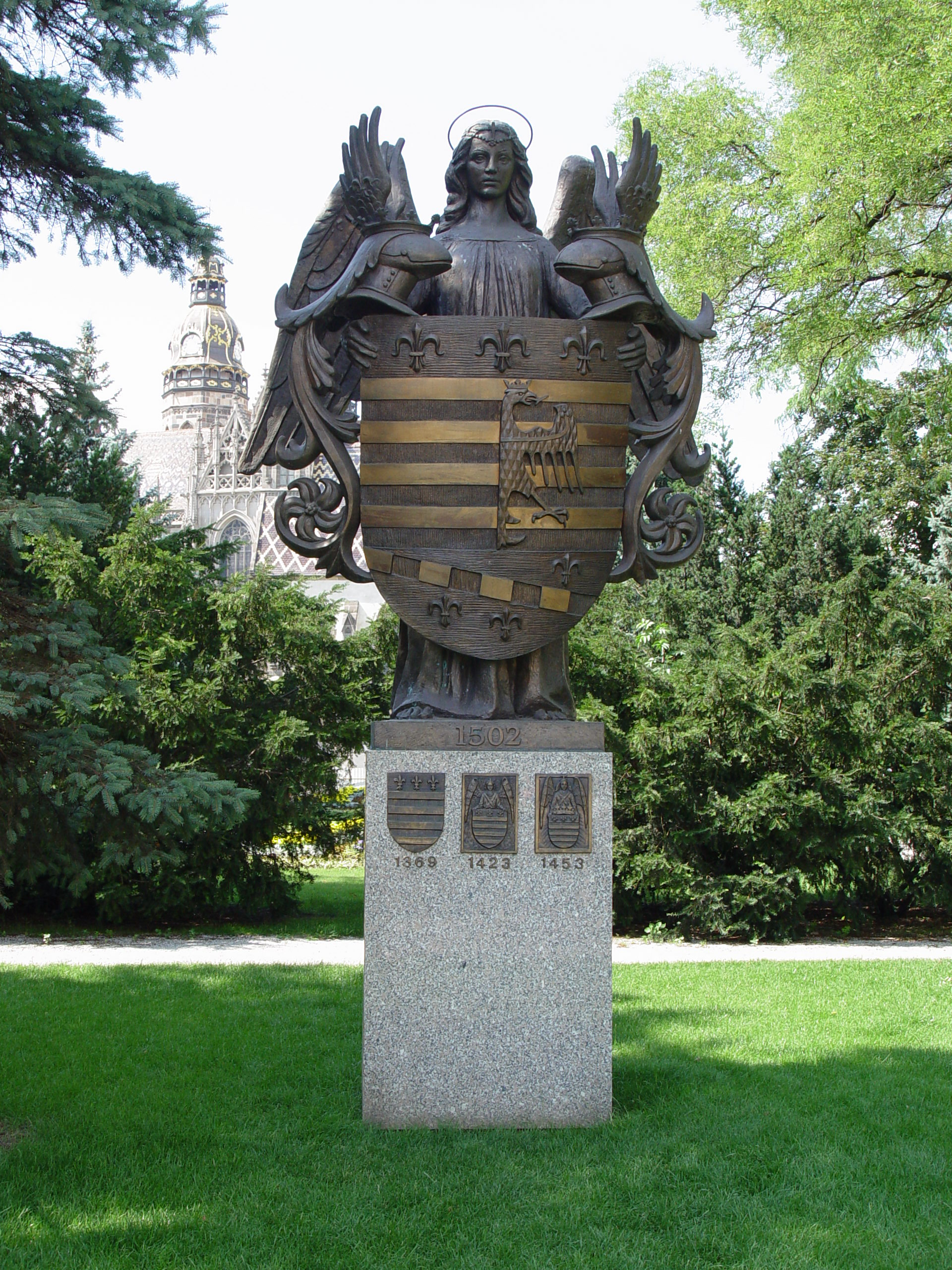
Znak města Košice

- 1958 – Portrét P. O. Hviezdoslava, Hudba II
- 1959 – Maratonec
- 1960 – Portrét Abebe Bikilu, Poézia
- 1962 – Ráno
- 1963 – Dospívající
- 1964 – Den a noc (reliéf)
- 1965 – Slunce, Měsíc (reliéf)
- 1966 – Srdce, Rozum, Baník
- 1967 – Lokality. Reliéf, farebné kovy
- 1968 – Pamětní deska M. Kukučína, Milenci
- 1969 – Gordický uzol, Kvet
- 1970 – Medailérská tvorba, pamětní deska K. Murgašovi
- 1971 – Siločiari, pamětní deska E. Krónovi
- 1972 – Kryštál hematitu, Meteor
- 1973 – Medailérska tvorba
- 1974 – Daidalos a Ikaros
- 1975 – Portrét V. Klimkoviča
- 1976 – Holubica
- 1977 – Portrétní reliéf bratům Klimkovičovcom
- 1978 – Portrét zasloužilého umělce J. Bukovinského.
- 1979 – Jubilejní výstava sochařské tvorby
- 1981 – Památník v Krompachoch
- 1982 – Poézia, Hudba
- 1983 – Památník P. Horova, portrét, Cena Ministra kultury
- 1984 – Portrét K. Kuzmányho
- 1985 – Portrét J. Nemčíka, studie k Ceně ZSVU, portrét P.Horova
- 1986 – Cena ZSVU - bronz
- 1987 – Památník V. I. Lenina
- 1988 – Spomienka
- 1989 – Niké, Deva z Veľkej Moravy
- 1990 – Tragédia, Zúfalý, Prorok
- 1991 – Po kúpeli
- 1993 – 95 - Rekonstrukce monumentální plastiky Aurory na budově Štátneho divadla, portrétní tvorba
- 1996 – 97- Portrétní tvorba
- 1998 – Zverokruh, Cena města Košic - medaile, pamětní deska V. Holoubka, portrét Š. Moyzesa, M. R. Štefánik
- 1999 – Znaky města Košice, Sediaca dievčina
- 2000 – Dievčina